# Опперманн, Эвальд
Эвальд Опперманн (нем. Ewald Oppermann; 25 февраля 1896, Кёнигсберг, Германская империя — 29 января 1965 Виндек, ФРГ) — группенфюрер Немецкого воздушного спортивного союза и национал-социалистического авиакорпуса, шеф генерального комиссариата Николаев рейхскомиссариата Украина.

## Биография
По профессии каменщик. Участник Первой Мировой войны. Затем работал подрядчиком в Кёнигсберге. С апреля 1933 участвовал в секретной разработке Люфтваффе. 1 апреля 1937 назначен руководителем национал-социалистического лётного корпуса. Руководил лётной школой в Сирапене. С ноября 1941 по декабрь 1942 был генеральным комиссаром округа Николаев. Причастен к убийству евреев в своём округе. В 1945 попал в британский плен, содержался в лагере для интернированных в Ноймюнстере. После освобождения устроился на работу в строительную фирму по разборке зданий, благодаря помощи своего старого знакомого Вальдемара Магунии из Ольденбурга. В конце 50-х жил в Вуппертале. Умер в 1965 в Виндеке.